# Accounts of Materials Research
Accounts of Materials Research (nach ISO 4-Standard in Literaturzitaten mit Acc. Mater. Res. abgekürzt) ist eine monatlich erscheinende Fachzeitschrift, die von der American Chemical Society herausgegeben wird. Die Erstausgabe erschien im Oktober 2020. In der Fachzeitschrift werden Artikel, welche prägnante persönliche Rezensionen und Perspektiven, die aktuelle Forschungsentwicklungen in allen Aspekten der Materialwissenschaft und -technik beschreiben, veröffentlicht.
Chefredakteur ist Professor Jiaxing Huang von der School of Engineering der Westlake University. Der CiteScore betrug 2021 3,4.